# Волк (имя)
Волк — славянское мужское имя, традиция наречения которого изначально была связана с магическим приёмом обмана: чтобы «нечистая сила» не могла навредить ребёнку, её «обманывали», как будто родился не ребёнок, а волчонок. От имени произошли фамилии Волков, Волкович, Волчков и др.

## Именины
В святцах есть семантически близкородственное имя Лупп, которое носят двое святых:
 — мученик Лупп Солунский — память 23 августа (5 сентября) и 26 октября (8 ноября);
 — святитель Лупп Трикассинский — память 29 июля (11 августа).

## Носители, известные по имени
- Волк — воевода князя Святослава Игоревича, известный только по пересказу историком В. Н. Татищевым фрагмента несохранившейся летописи.
- Иван-Волк Васильевич Курицын — дьяк и дипломат на службе Великого князя Ивана III.